# 伝統的支配
伝統的支配（でんとうてきしはい）は、マックス・ヴェーバーの提唱したカリスマ的支配、合法的支配と共に「三つの支配」の一つである。
一つの集団における歴史や、民族的風習、家柄、身分などにより昔から存在する秩序と支配権力の神聖性を信じる、信念に基づく支配。最も純粋な型は家父長制的な支配である。命令者の型は「主人」であり、服従者は「臣民」であり、行政幹部は「しもべ」である。